# Arthur von Posadowsky-Wehner

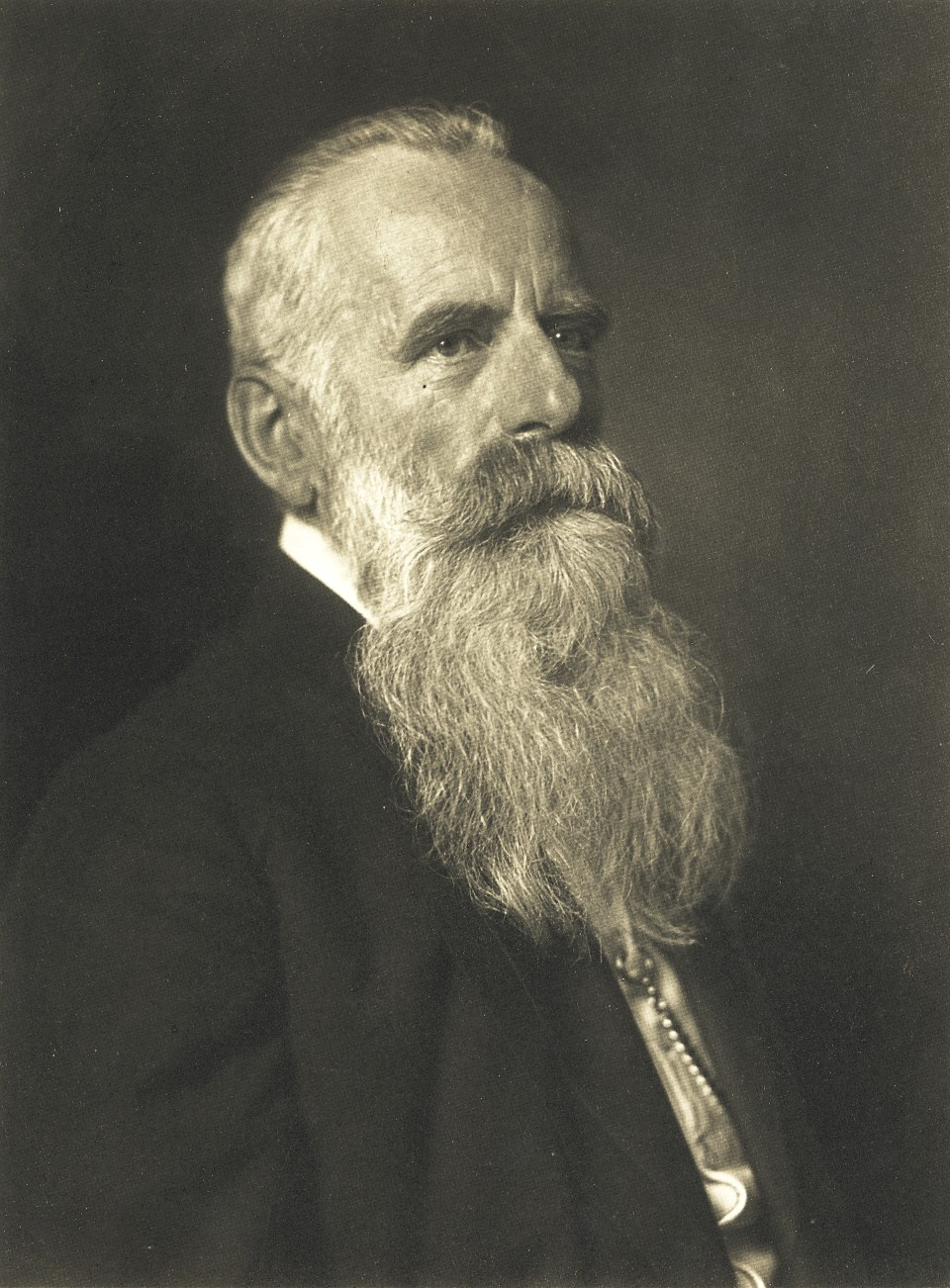
Arthur von Posadowsky-Wehner

Arthur Adolf Graf von Posadowsky-Wehner (3 czerwca 1845 w Głogowie – 23 października 1932 w Naumburgu) – szlachcic o korzeniach śląskich, potomek rodziny Posadowskich, polityk pruski i niemiecki.

## Życiorys
W latach 1885–1893 – starosta poznański.
Następnie pełnił funkcję sekretarza skarbu (1893-1897), a potem przez wiele lat sekretarza spraw wewnętrznych i wicekanclerza Cesarstwa Niemiec oraz ministra stanu Prus (1897-1907).
W latach 1915–1917 pełnił funkcję zastępcy landrata Elbląga.
W 1919 roku reprezentował Narodowo Niemiecką Partię Ludową (DNVP) jako kandydat w wyborach prezydenckich w Niemczech, lecz przegrał z Friedrichem Ebertem.
Jako polityk szczebla centralnego był współautorem polityki ochrony socjalnej dla pracowników oraz programu budowy mieszkań pracowniczych. Zapewne z tego powodu (jeszcze w trakcie urzędowania) nazwano jego imieniem ulicę (Posadowsky Weg) w Wolnym Mieście Gdańsku, przy której budowano rozległe osiedle domów dla pracowników (obecna ul. Jana Kochanowskiego, przebiegająca przez osiedla Kolonia i Nowe Szkoty w gdańskiej dzielnicy Wrzeszcz Dolny).
Autor książki: Historia śląskiego staroszlacheckiego rodu hrabiów Posadowski-Wehner, baronów z Posadowic, Wrocław 1891 (w oryginale niemieckim: Geschichte des schlesischen uradligen Geschlechtes der Grafen Posadowsky-Wehner Freiherrn von Postelwitz).